# Rafiq Nasirov
Pour les articles homonymes, voir Nasirov.
Rafiq Alish oglu Nasirov (en azéri : Rafiq Əliş oğlu Nəsirov), né le 27 mai 1947 à Sabirabad (république socialiste soviétique d'Azerbaïdjan, Union soviétique) et mort le 29 novembre 2024, est un peintre, architecte et scénographe soviétique puis azerbaïdjanais.

## Biographie
Rafiq Nasirov est né le 27 mai 1947 dans la ville de Sabirabad.
En 1954, il entre à l'école secondaire, et en 1961, il entre à la faculté d'architecture du Collège polytechnique. Après avoir obtenu son diplôme d'études techniques en 1964, il entre à la Faculté d'architecture de l'Institut polytechnique d'Azerbaïdjan.

### Carrière
Depuis 1969, Rafiq Nasirov travaille comme architecte au studio de cinéma azerbaïdjanais de Djafar Djabbarli, et depuis 1980, il dirige le département des décors. Depuis cette année, il travaille comme scénographe, il est aussi le concepteur de plus de 40 longs métrages.
Il devient « Peintre du peuple de l’Azerbaïdjan » (2007), et boursier individuel du président de la république d'Azerbaïdjan (2017).

## Nom et récompenses
- Titre honorifique de « Peintre émérite de la république d'Azerbaïdjan » — 18 décembre 2000
- Prix Humay de l'Académie de la Société culturelle internationale « Bakou » — 2003
- Titre honorifique de « Peintre du peuple de la république d'Azerbaïdjan » — 1er août 2007
- Bourse individuelle du président de la république d'Azerbaïdjan (pour services rendus au développement du cinéma azerbaïdjanais) — 31 juillet 2017[3].